# Alónissos
Alónissos er en lille græsk ø i Sporaderne. 
Alónissos er på 65 km² og har ca. 2.700 indbyggere, og den er en del af Alonnisos Marine Nationalpark. Det er en grøn ø med pinje- og egeskove, frugthaver og vinmarker. Hovedbyen hedder Patitiri, der også er øens havneby. Herfra er det muligt at sejle til og fra Skópelos, Skiathos og Skíros. 
I 1965 blev øen ramt af et jordskælv. 
39°12′38″N 23°54′31″Ø / 39.2106°N 23.9086°Ø